# Damien Chazelle
Damien Chazelle (Providence, Rhode Island, 19 de gener de 1985) és un guionista i director de cinema estatunidenc. Amb la pel·lícula Whiplash va guanyar el Gran Premi del Jurat i de Públic al Festival de Cinema de Sundance i diverses nominacions als Oscar 2015. Amb el musical La la Land, protagonitzat per Emma Stone i Ryan Gosling, va aconseguir el Globus d'Or al millor director, al millor guió i també l'Oscar al millor director (2017), amb tan sols 32 anys, convertint-se en la persona més jove en la història a guanyar l'estatueta en aquesta categoria.

## Biografia
Chazelle, fill d''un científic i una professora, va estudiar a Harvard, ja de petit es va interessar per la música i el cinema. El 2009 va debutar dirigint i escrivint el guió del seu primer film, un musical de jazz independent en blanc i negre, Guy and Madeline on a Park Bench. Després de presentar el curtmetratge Whiplash en el Festival de Sundance 2013 sobre un jove bateria de jazz, l'èxit obtingut li va permetre rodar amb el guió complet, cosa que va suposar el seu segon llargmetratge, Whiplash (2014), protagonitzat per Miles Teller i J.K.Simmons, conegut pels seus papers a televisió com Law and Order i Oz. Chazelle va dirigir i escriure La La Land (2016), un homenatge explícit als musicals clàssics, film que es va estrenar en el Festival Internacional de Cinema de Venècia el 31 d'agost de 2016. Amb aquesta comèdia musical va establir el rècord de nombre de premis guanyats per una mateixa pel·lícula en els Globus d'Or, amb set guardons: millor pel·lícula musical o comèdia, millor director, millor actor (Ryan Gosling), millor actriu (Emma Stone), millor guió, millor banda sonora original i millor cançó original (el tema principal City of Stars). En la cerimònia dels Oscars(2017) aquest llargmetratge es va endur sis guardons, entre els quals destaquen els de millor director per Damien Chazelle i millor actriu per Emma Stone.

## Filmografia
| Any  | Títol                            | Director | Guionista | Productor | Notes                             |
| ---- | -------------------------------- | -------- | --------- | --------- | --------------------------------- |
| 2009 | Guy and Madeline on a Park Bench | x        | x         | x         |                                   |
| 2013 | Whiplash                         | x        | x         |           | Curtmetratge                      |
| 2014 | Whiplash                         | x        | x         |           |                                   |
| 2016 | La La Land                       | x        | x         |           | Oscar a millor director           |
| 2018 | First Man                        | x        |           | x         | Oscar als millors efectes visuals |
| 2022 | Babylon                          | x        | x         |           |                                   |